# Myomenippe fornasinii
Myomenippe fornasinii is een krabbensoort uit de familie van de Menippidae. De wetenschappelijke naam van de soort is voor het eerst geldig gepubliceerd in 1851 door Bianconi.